# Пучеж-Катунский кратер
Пучеж-Катунский кратер — метеоритный кратер на территориях Чкаловского, Городецкого, Сокольского, Ковернинского районов Нижегородской области и Пучежского Ивановской области. Второй по величине в России после Попигайского кратера.
Кратер имеет диаметр 80 км, расположен в 80 км к северу от Нижнего Новгорода. Открыт Л. В. Фирсовым в 1965 году первым на территории России. В исследовательских целях в районе центра удара была пробурена Воротиловская глубокая скважина (5374 м). По результатам геологических изысканий определено, что кратер возник в батский век среднеюрской эпохи юрского периода — примерно 167 млн лет назад. В месте падения метеорита в этот период происходило наступление моря, и район катастрофы, возможно, представлял собой низкий остров, окруженный со всех сторон водой. В 2019 г. время образования кратера уточнено до 192-196 млн лет назад, в 2021 до 195±1,0 млн лет назад.
Существовала также гипотеза о том, что данный объект представляет собой древний вулкан, некогда извергавшийся здесь, и после полного угасания своей активности погребённый под слоями осадочных пород. Тем не менее находки импактных структур, возникающих только при ударе крупного метеорита, опровергли эту гипотезу. Другое название Пучеж-Катунского кратера — Воротиловский выступ.

## Катастрофа 200 млн лет назад
Воротиловская сверхглубокая скважина позволила установить геологическую картину катастрофы, происшедшей 200 млн лет назад  при падении крупного метеорита, сопровождавшегося мощным взрывом, при котором горные породы были раздроблены и разбиты многочисленными трещинами до глубины около 3 км. В эпицентре взрыва под воздействием взрывной волны кристаллическая решётка многих минералов оказалась разупорядоченной, и они превратились в аморфные стёкла. В эпицентре взрыва температура достигала 2000–3000°С, и после прохождения ударной волны, когда давление резко снизилось, твёрдые породы плавились (таким образом из  органического углерода возникли алмазы) и, возможно, частично испарялись. От удара метеорита крупный блок земной коры сначала был сильно сжат, а затем выдвинулся вверх почти на 2 км относительно первоначального положения. На поверхности образовался кратер диаметром 80 км, заполненный раздробленным и частично расплавленным материалом. В районе астроблемы у д. Осинки Семёновского района Нижегородской области были обнаружены отдельные штуфы глубинных метаморфических пород, содержащие минералы амфиболы и пироксены, слюды и апатит.